# High Stakes (film 1989)
High Stakes è un film del 1989 diretto da Amos Kollek.

## Trama
John Stratton e Melanie Rose vivono entrambi a New York ma in due mondi diversi: lui è uno stimato agente di borsa di Wall Street e lei è una spogliarellista. Le loro vite si scontrano in un fine settimana fatale.